# Tekamah, Nebraska
Tekamah, Nebraska (енгл. Tekamah) град је у америчкој савезној држави Небраска.

## Демографија
По попису из 2010. године број становника је 1.736, што је 156 (-8,2%) становника мање него 2000. године.
| Група             | 2000.         | 2010.         |
| Белци             | 1.860 (98,3%) | 1.666 (96,0%) |
| Афроамериканци    | 2 (0,1%)      | 8 (0,5%)      |
| Азијати           | 1 (0,1%)      | 3 (0,2%)      |
| Хиспаноамериканци | 15 (0,8%)     | 31 (1,8%)     |
| Укупно            | 1.892         | 1.736         |